# Солодилов, Николай Федотович
Никола́й Федо́тович Солоди́лов (20 апреля 1924 — 17 января 1983) — старший телефонист взвода управления 1844-го истребительно-противотанкового артиллерийского полка (30-я отдельная истребительно-противотанковая артиллерийская бригада, 7-я гвардейская армия, Степной фронт), красноармеец. Герой Советского Союза.

## Биография
Родился 20 апреля 1924 года в селе Уды Золочевского района Харьковской области, в крестьянской семье. Работал в Золочевской машинотракторной станции трактористом.
В Красной Армии с февраля 1942 года. Воевал на Степном и 2-м Украинском фронтах. Служил старшим телефонистом взвода управления 1844-го истребительно-противотанкового артиллерийского полка 30-й отдельной истребительно-противотанковой артиллерийской бригады 7-й гвардейской армии Воронежского фронта. 
27 сентября стрелковый полк занял южную окраину села Бородаевка (Верхнеднепровский район Днепропетровской области). Красноармеец Солодилов в течение 40 минут установил связь наблюдательного пункта батареи с командным пунктом полка. 28 сентября 1943 года Бородаевка была взята. С 29 сентября по 17 октября 1943 года Солодилов обеспечивал бесперебойную связь командного пункта полка с наблюдательным пунктом батарей. Выявил и устранил около 300 повреждений линии связи.
26 октября 1943 года за мужество, отвагу и героизм, проявленные в борьбе с немецко-фашистскими захватчиками, красноармейцу Солодилову Николаю Федотовичу присвоено звание Героя Советского Союза с вручением ордена Ленина и медали «Золотая Звезда».
Также в августе 1943 года был награждён медалью «За отвагу».
Участвовал в Кировоградской и Уманско-Ботошанской операциях, с сентября 1944 года освобождал Румынию и Венгрию. Войну закончил в Чехословакии. 
После демобилизации проживал в городе Славянск, Донецкой области.
На здании школы в селе Уды, в которой учился Н. Ф. Солодилов, установлена мемориальная доска.
Трагически погиб 17 января 1983 года.